# Louis Appéré
Louis George Appéré (* 26. März 1999 in Perth) ist ein schottischer Fußballspieler, der bei Northampton Town unter Vertrag steht.

## Karriere
Louis Appéré wurde im Jahr 1999 in Perth geboren. Er wuchs in Cupar auf und besuchte die Bell Baxter High School. Er begann mit dem Fußball beim AM Soccer Club, als er 8 Jahre alt war. Von 2008 bis 2009 spielte er für den East Fife Junior Supporters Club. Er verbrachte später zwei Jahre als Jugendspieler bei Dunfermline Athletic, anschließend wechselte er erneut zum AM Soccer Club einer von Austin MacPhee gegründeten Fife-basierten Community-Organisation. Im Mai 2016 spielte Appéré in einem dreitägigen Probetraining in Italien bei der AS Rom, bevor er von Ray McKinnon seiner Zeit Trainer der ersten Mannschaft von Dundee United den 17-Jährigen im August 2016 in den Tannadice Park brachte. Sein erstes Spiel in der Profimannschaft von United gab er als Einwechselspieler gegen den FC Cowdenbeath während der Gruppenphase des Ligapokals im August 2017 als 17-Jähriger. Im Mai 2018 unterzeichnete er eine zweijährige Vertragsverlängerung. Im Januar 2019 wurde er an Broughty Athletic ausgeliehen, der vom ehemaligen United-Spieler Jamie McCunnie trainiert wurde. In vier Monaten erzielte er 23 Treffer. Nach seiner Rückkehr nach Dundee stieg er mit dem Verein in die Scottish Premiership auf und verlängerte seinen Vertrag bis 2022. Ein halbes Jahr vor dem Vertragsende in Dundee wechselte Appéré im Januar 2022 nach England zu Northampton Town.